# Feniton
Feniton är en by och en civil parish i East Devon i Devon i England. Orten har 1 806 invånare (2011). Byn nämndes i Domedagsboken (Domesday Book) år 1086, och kallades då Finetone/Finatona.